# Vestre Landsret

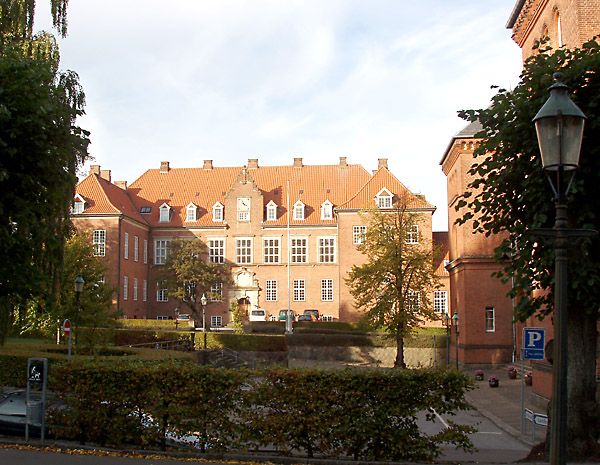
Vestre Landsrets byggnad i Viborg

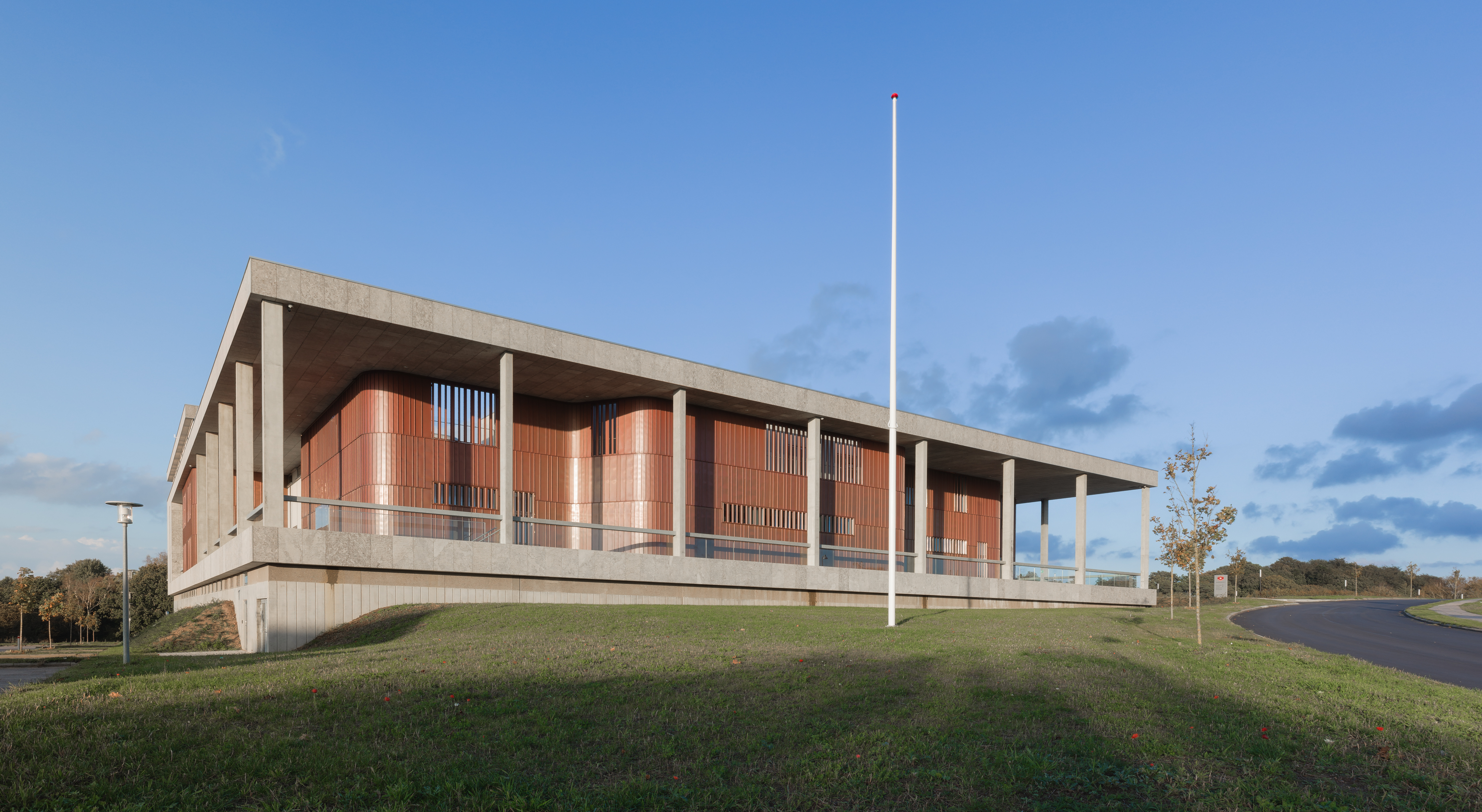
Vestre Landsrets nya byggnad från 2014

Vestre Landsret är landsret för västra Danmark, en appellationsdomstol i andra instans där rättsfall från byretterna kan överklagas, såväl brottmål som civilmål. Det är vid sidan av Østre Landsret en av två landsretter i Danmark. Vestre Landsret upprättades år 1919.
Vestre Landsrets domkrets omfattar Jylland och domstolen har sin huvudbyggnad i Viborg men har även rättssalar i Ålborg, Århus, Kolding, Esbjerg och Sønderborg.